# كيت كلاغورن
كانت كيت هولاداي كلاغورن (حوالي 1864-22 مايو 1938) عالمة اجتماع أمريكية، واقتصادية، وإحصائية، وباحثة قانونية، وناشطة في الحقبة التقدمية، وكانت أحد مؤسسي الجمعية الوطنية للنهوض بالملونين.

## المساهمات والآراء
كانت كلاغورن كاتبة نشطة في المجلات، ونشرت كتابها الأول بعنوان التدريب الجامعي للنساء في عام 1896.
انتقدت كلاغورن الدعاية الصحفية التي تربط الهجرة بالفقر في تقرير لإدارة المباني في نيويورك في عام 1901، وأشارت بشكل خاص إلى حماس الأطفال اليهود المهاجرين تجاه التعليم. توقعت كلاغورن في دراسة كتبتها في عام 1904 للإدارة أن المجموعات الجديدة من المهاجرين من جنوب وشرق أوروبا لم تكن، على المدى الطويل، عرضة للفقر أكثر من المهاجرين السابقين من بريطانيا وألمانيا.
كتبت كلاغورن أيضًا كتاب بعنوان جنوح الأحداث في ريف نيويورك (وزارة العمل الأمريكية، مكتب الأطفال، رقم 32,1918). أجرت كلاغورن دراسة عن هذه القضية، وأوصت بنقل قضايا الأحداث من قاضي الصلح المحلي إلى محكمة الأحداث بالمقاطعة، وتغيير نظام محاكم الأحداث لجعلها أكثر سهولة، وإضافة نظام منفصل لاحتجاز الأحداث بدلًا من إضفاء الطابع المؤسساتي على مرتكبي الجنح، ورفع سقف السن القانوني من 16 إلى 18 سنة.
قالت كلاغورن في كتابها الصادر في عام 1923 بعنوان يوم المهاجرين في المحكمة، إن المساعدة القانونية المتاحة في ذلك الوقت لم تكن كافية، مع التركيز في المقام الأول على التفاصيل القانونية بدلًا من فهم القضايا الفعلية التي تؤثر على موكليهم، وأن ذلك استبعد بشكل غير لائق المحاميات من الخدمة. تحدثت أيضًا عن الظلم الناجم عن التقصير في الترجمة الموكلين القانونيين غير الناطقين باللغة الإنجليزية، وعن التحرش الجنسي للعاملات من قبل العاملين والمشرفين في مجال التوظيف. قال المؤرخان البريطانيان كريستوفر أليرفيلدت وجيريمي بلاك عن هذا الكتاب في عام 2003 بأنه «الدراسة المعاصرة المهمة للمهاجرين والنظام القانوني الأمريكي».

## الجمعيات
استلمت كلاغورن، أثناء عملها في إدارة المباني، منصب أمين الصندوق المؤسس لرابطة المساواة للنساء اللاتي يدعمن أنفسهن (والتي أصبحت فيما بعد الاتحاد السياسي النسائي)، وهي منظمة أسستها الناشطة بحق النساء في التصويت هاريوت إيتون ستانتون بلاتش في عام 1907 باعتبارها «الجناح السياسي لرابطة نقابات العمال النسائية».
كانت كلاغورن واحدة من بين 60 موقعًا على «الدعوة إلى مؤتمر لينكولن للتحرر لمناقشة وسائل تأمين المساواة السياسية والمدنية للملونين» في عام 1909، والتي أصبحت الوثيقة التأسيسية للجمعية الوطنية للنهوض بالملونين.
ترأست كلاغورن لجنة تابعة للمعهد الأمريكي للقانون الجنائي وعلم الجريمة حول الروابط بين الجريمة والهجرة، والتي أصدرت تقريرها في عام 1917.
انتُخِبَت زميلة للرابطة الأمريكية للإحصاء في عام 1918، وكانت أول امرأة تُكرَّم بهذا الشكل، والوحيدة حتى عام 1937 عندما انضمت آريس جوي ويكنز إلى قوائم زملاء الجمعية.